# هيثم حسين
هيثم حسين ناقد وروائيّ سوري ومؤسس موقع الرواية نت المتخصص في الفن والنقد الروائي. موقعه الشخصي: (http://haithamhussein.uk/) يعمل ككاتب مستقل ومتعاون مع عدد من أبرز الصحف والمواقع والمجلات العربية، يكتب في الشأن الثقافي والأدبي العربي والعالمي، وهو متخصص في النقد الروائي إلى جانب القضايا الثقافية الأخرى.
له أربع روايات باللغة العربية هي آرام سليل الأوجاع المكابرة، رهائن الخطيئة، إبرة الرعب، وعشبة ضارة في الفردوس. وأربعة كتب نقدية في الرواية: الرواية بين التلغيم والتلغيز، الروائيّ يقرع طبول الحرب، الرواية والحياة، الشخصية الروائية مسبار الكشف والانطلاق، وله في الترجمة عن الكردية (اللهجة الكرمانجية السورية) مَن يقتل ممو..؟! أرجوحة الذئاب وهي مجموعة مسرحيات للكاتب الكردي بشير ملا.

## حياته
ولد هيثم حسين 16/ 11/ 1978م، في مدينة عامودا التابعة لمحافظة الحسكة في سوريا. تنقّل الكاتب بين عدّة مدن بعد أن تعرض منزله للقصف في منطقة شبعا في غوطة دمشق، ما أجبر على مغادرة البلاد بسبب الحرب، وانتقل من دولة إلى أخرى في رحلة دامت ثلاث سنوات من المعاناة، حتى استقر به المقام في بريطانيا.

## أعماله الروائية
- آرام سليل الأوجاع المكابرة (2007).[4]
- رهائن الخطيئة (2010)[5]
- إبرة الرعب (2014).[6]
- عشبة ضارة في الفردوس (2017).[3]
- قد لا يبقى أحد.. أغاثا كريستي تعالي أقل لك كيف أعيش (2018).

## أعماله في النقد الروائي
- الرواية بين التلغيم والتلغيز
- الرواية والحياة
- الروائي يقرع طبول الحرب
- الشخصية الروائية مسبار الكشف والانطلاق
- حكاية الرواية الأولى (2017)[7]
- لماذا يجب أن تكون روائياً؟! (2020)

## أعماله المترجمة عن الكردية (الكرمانجية)
- مسرحيات كردية بعنوان "أرجوحة الذئاب: من يقتل ممو.."